# Jadwiga Desage
Jadwiga Desage (ur. w 1924, zm. 10 czerwca 1988 w Krakowie) – polska artysta plastyk, malarka i ilustratorka.
W czasie II wojny światowej była żołnierzem Armii Krajowej, zgrupowania „Żelbet” o pseudonimie Ślązaczka. Po wojnie należała do ZBoWiD. W 1952 r. ukończyła studia na Akademii Sztuk Pięknych w Krakowie. Zajmowała się grafiką książkową. Zaprojektowała szereg okładek i ilustracji. Współpracowała m.in. z krakowskim „Życiem Literackim” i wrocławskim Ossolineum. Jej prace można znaleźć w Muzeum ASP w Krakowie.

## Wybrane prace ilustratorskie
- Krystyna Torchalska „Opowieści Karlika o zwykłych jeszkowickich sprawach i o tym jak Waleska zamąż wychodziła”, Wojewódzki Komitet Frontu Narodowego, Opole 1955
- Jan Józef Szczepański „Przeciwne moce”, 1957
- Jerzy Młodziejowski „«Sprzedana narzeczona» F. Smetany”, Polskie Wydawnictwo Muzyczne, Kraków 1958
- Henryk Cudnowski „Niedyskrecje teatralne”, Zakład Narodowy im. Ossolińskich, Wrocław 1960
- Leon Wyczółkowski „Listy i wspomnienia”, opr. Maria Twarowska, Zakład Narodowy im. Ossolińskich, Wrocław 1960
- Jadwiga Klemensiewiczowa „Przebojem ku wiedzy. Wspomnienia jednej z pierwszych studentek krakowskich z XIX wieku”, Zakład Narodowy im. Ossolińskich, Wrocław 1961
- Alkifron „Listy Heter”, tłum. Halina Wiszniewska, Zakład Narodowy im. Ossolińskich, Wrocław 1962
- Bolesław Lewicki „Wprowadzenie do wiedzy o filmie”, Zakład Narodowy im. Ossolińskich, Wrocław 1964